# Fausto Sucena Rasga Filho
Fausto Sucena Rasga Filho (San Paolo, 12 aprile 1929 – 30 luglio 2007) è stato un cestista brasiliano.

## Carriera
Con il Brasile ha disputato i Campionati mondiali del 1954 e i Giochi olimpici di Melbourne 1956.